# Luke (Ivanjica)
Pour les articles homonymes, voir Luke.
Luke (en serbe cyrillique : Луке) est un village de Serbie situé dans la municipalité d’Ivanjica, district de Moravica. Au recensement de 2011, il comptait 947 habitants.

## Démographie
| 1948  | 1953  | 1961  | 1971  | 1981  | 1991  | 2002  | 2011 |
| ----- | ----- | ----- | ----- | ----- | ----- | ----- | ---- |
| 1 233 | 1 296 | 1 393 | 1 331 | 1 351 | 1 207 | 1 037 | 947  |

|  |